# Alois Navratil
Alois Adolf Navratil (ur. 17 czerwca 1896 w Wiedniu, zm. ?) – austriacki strzelec, olimpijczyk.
Był związany z Wiedniem. Wystąpił na Letnich Igrzyskach Olimpijskich 1936 w jednej konkurencji, którą był karabin małokalibrowy leżąc z 50 m. Zajął w niej 40. pozycję ex aequo z trzema zawodnikami. 

## Wyniki

### Igrzyska olimpijskie
| Igrzyska    | Konkurencja                       | Wynik    | Miejsce | Źródło |
| ----------- | --------------------------------- | -------- | ------- | ------ |
| Berlin 1936 | Karabin małokalibrowy leżąc, 50 m | 289 pkt. | 40      | [ 1 ]  |